# 琳娜·史卡伏
琳娜·史卡伏（Lynette Scavo；1963年4月—）是ABC電視劇系列的女主角之一。這角色由菲莉絲蒂·夏夫曼飾演。

## 第一季
琳娜在生孩子之前是個女強人，但和丈夫Tom婚後她的生活完全改變了，她產下了過度活躍症的兒子，和一個還是嬰兒的女兒。丈夫Tom常常外出工作，在家中她要負責照顧兒子。她在故事開期因吃了兒子的過度活躍症藥物而上癮，感到十分的自悲，感到自己已經無能為力。

## 第二季
琳娜在一家廣告公司找到了一份工作，並在本季的大部分時間，處理和他的同事在工作間的問題。

## 第三季
是師奶當中感情最穩定的一個。但是被老公深愛的她，也受到老公原來在之前曾有個非婚生女兒(Kayla)的打擊！後來Kayla的媽媽在一場意外中被槍殺，當場下承諾會好好照料這多的一個女兒。但是這女兒卻對繼母相當反感！
老公Tom因為和前女友共在一工作單位而使得Lynette擔心，與老板的太太深談之後使兩人錯開，但也使老公錯失升遷機會，老公憤而辭職，請Lynette去找工作自己反當家庭主夫！Lynette成功成回職場，但總卡在孩子與工作之間。後來Tom為了完成夢想而開了一家PIZZA店，Lynette翹班幫忙，被Kayla陷害而被老闆發現，後來也辭掉工作和老公一同經營。